# Alicia Banit
Alicia Banit (St. Helena, Victoria, 5 september 1990)  is een Australisch actrice, model en danseres die vooral bekend is om haar rol in de Australische dansserie Dance Academy. 
Ze danste vanaf haar vierde jaar aan het Victorian College of the Arts, waar ze onder andere ballet, hiphop, modern en jazz volgde. Ze acteerde voor het eerst in de film Dead Letter Office in 1998 waarin ze de jongere versie van Miranda Otto speelde. Daarna kreeg ze een rol in de soapserie Neighbours, waar ze later een andere rol in kreeg. In 2007 speelde ze in As The Bell Rings op Disney Channel en in hetzelfde jaar kreeg ze ook de rol van Kaitlyn in Summer Heights High. In 2008 deed ze mee in de tv-serie Rush en in 2009 speelde ze in Tangle. In datzelfde jaar speelde ze Katrina Karamakov in de succesvolle Dance Academy op ABC Television.

## Filmografie
| Jaar      | Serie               | Rol                               |
| --------- | ------------------- | --------------------------------- |
| 1998      | Dead Letter Office  | Alice                             |
| 2007      | Summer Heights High | Kaitlyn                           |
| 2007-2011 | As The Bell Rings   | Amber                             |
| 2008      | Neighbours          | Madison Sullivan & Sharni Hillman |
| 2008      | Rush                | Gemma Rose Parker                 |
| 2009      | Tangle              | Leah                              |
| 2010-2013 | Dance Academy       | Katrina Karamakov                 |

- Gemeinsame Normdatei: 1236671023
- International Standard Name Identifier: 0000 0005 0059 0351
- Library of Congress Control Number: no2019111831
- Virtual International Authority File: 35151533730702770792
- WorldCat: E39PBJrwVKDTtcTdwxrtX6Xw4q